# Frans van de Luijtgaarden

Frans van de Luijtgaarden  (Tilburg, 8 april 1938) is een voormalige Nederlandse voetballer die tussen 1959 en 1961 uitkwam voor Willem II.

## Carrièrestatistieken
| Seizoen         | Club            | Land            | Competitie       | Competitie | Competitie | Beker | Beker | Internationaal | Internationaal | Overig | Overig | Totaal | Totaal |
| Seizoen         | Club            | Land            | Competitie       | Wed.       | Dlp.       | Wed.  | Dlp.  | Wed.           | Dlp.           | Wed.   | Dlp.   | Wed.   | Dlp.   |
| --------------- | --------------- | --------------- | ---------------- | ---------- | ---------- | ----- | ----- | -------------- | -------------- | ------ | ------ | ------ | ------ |
| 1959/60         | Willem II       | Nederland       | Eredivisie       | –          | –          | –     | –     | 0              | 0              | 0      | 0      | –      | –      |
| 1960/61         | Willem II       | Nederland       | Eredivisie       | –          | –          | –     | 0     | 0              | 0              | 0      | 0      | –      | –      |
| 1961/62         | NOAD            | Nederland       | Eerste divisie B | –          | –          | –     | 0     | 0              | 0              | 0      | 0      | –      | –      |
| 1962/63         | NOAD            | Nederland       | Tweede divisie B | –          | 2          | –     | 0     | 0              | 0              | 0      | 0      | –      | 2      |
| 1963/64         | NOAD            | Nederland       | Tweede divisie B | –          | 0          | –     | 0     | 0              | 0              | 0      | 0      | –      | 0      |
| 1964/65         | NOAD            | Nederland       | Tweede divisie B | –          | 0          | –     | 0     | 0              | 0              | 0      | 0      | –      | 0      |
| 1965/66         | NOAD            | Nederland       | Tweede divisie B | –          | 2          | –     | 0     | 0              | 0              | 0      | 0      | –      | 2      |
| Carrière totaal | Carrière totaal | Carrière totaal | Carrière totaal  | –          | –          | –     | 0     | 0              | 0              | 0      | 0      | –      | –      |